# Sterrhosoma brevipalpe
Genre
Espèce
Sterrhosoma brevipalpe, unique représentant du genre Sterrhosoma, est une espèce d'opilions laniatores de la famille des Tithaeidae.

## Distribution
Cette espèce est endémique de Sumatra en Indonésie. Elle se rencontre vers Ajer Mancior.

## Description
L'holotype mesure 2,75 mm.

## Publication originale
- Thorell, 1891 : « Opilioni nuovi o poco conosciuti dell'Arcipelago Malese. » Annali del Museo Civico di Storia Naturale di Genova, vol. 30, p. 669-770 (texte intégral).